# Tlazolapa
Tlazolapa är en ort i Mexiko.   Den ligger i kommunen Ajalpan och delstaten Puebla, i den sydöstra delen av landet, 250 km öster om huvudstaden Mexico City. Tlazolapa ligger 1 638 meter över havet och antalet invånare är 414.
Terrängen runt Tlazolapa är bergig österut, men västerut är den kuperad. Terrängen runt Tlazolapa sluttar brant österut. Runt Tlazolapa är det ganska tätbefolkat, med 111 invånare per kvadratkilometer. Närmaste större samhälle är Huitzmaloc, 1,3 km nordost om Tlazolapa. I omgivningarna runt Tlazolapa växer i huvudsak blandskog.